# Metropolia Szkodra-Pult
Metropolia Szkodra-Pult – jedna z 2 metropolii obrządku łacińskiego w albańskim Kościele katolickim.

## Geografia
Metropolia Szkodra-Pult obejmuje swoim zasięgiem północną część kraju.

## Historia
- 8 października 1886 - utworzenie rzymskokatolickiej metropolii Szkodra.
- 25 stycznia 2005 - przekształcenie jej w metropolię Szkodra-Pult.

## Podział administracyjny
1. Archidiecezja Szkodra-Pult
2. Diecezja Lezha
3. Diecezja Sapa

## Metropolici
- 1886–1910 abp Pasquale Guerini
- 1910–1921 abp Jak Sereggi
- 1921–1935 abp Lazër Mjeda
- 1936–1946 abp Gasper Thaçi
- 1946–1952 wakat
- 1952–1979 bp Ernesto Çoba, administrator apostolski
- 1992–1997 abp Frano Ilia
- od 1992 abp Angelo Massafra, O.F.M.